# Джанполадов, Вахтанг Павлович
Вахтанг Павлович Джанполадов — советский хозяйственный и политический деятель. Лауреат Сталинской премии 3-й степени (1950).

## Биография
Родился в 1903 году в селении Пор. Член КПСС.
С 1922 года — на инженерной работе в Ростове-на-Дону.
Окончил Азербайджанский политехнический институт.
В 1930—1934 гг. — инженер на Бежицком заводе «Красный Профинтерн».
В 1934—1942 гг. — начальник цеха, главный инженер Пензенского велосипедного завода имени Фрунзе.
В 1942—1954 гг. — инженер, главный инженер заводов в Нерехте, Казани, Саранске, Куйбышеве, главный инженер завода сельскохозяйственного машиностроения имени Калинина.
В 1954—1969 гг. — директор Пензенского велосипедного завода имени Фрунзе.
За создание и внедрение в производство садово-огородного трактора и с/х машин к нему был в составе коллектива удостоен Сталинской премии за выдающиеся изобретения и коренные усовершенствования методов производственной работы 3-й степени 1950 года.
Делегат XX съезда КПСС.
Умер в 1969 году в Пензе.